# Antracologia
L'antracologia és l'estudi dels carbons vegetals. Ofereix informació molt important sobre els diferents cicles de canvi climàtic associats al desenvolupament de la història.
El carbó i la fusta són uns materials que contenen múltiples informacions: taxonòmica, ecològica, botànica, etnogràfica, cronològica, etc. Però per obtenir alguna d'aquestes informacions, el mètode d'anàlisi emprat és destructiu i, per tant, la seva seqüència d'anàlisi ha de ser concertada entre els especialistes, de manera que no es destrueixi cap tipus d'informació.

## Informació taxonòmica
Per mitjà d'anàlisi del teixit vegetal, tant en fusta com en carbó, es coneix el gènere i sovint l'espècie de les plantes llenyoses. El carbó o la fusta no reben cap tractament químic per a la seva identificació botànica.

## Informació ecològica
La identificació de tots els fragments de carbó o de fusta d'un nivell arqueològic o natural ens dona una llista de plantes llenyoses que, normalment, tenen afinitats ecològiques; per tant es poden reconstruir les condicions mediambientals d'un lloc en un moment cronològic donat.

## Informació botànica
Amb els carbons i fustes es pot conèixer la paleovegetació de les regions i seguir la història de les espècies vegetals. Normalment s'obté una imatge de la vegetació local i llenyosa; per tant es complementa molt bé amb la palinologia.

## Informació etnogràfica
Quan el carbó o la fusta procedeixen d'estructures arqueològiques, fusta de construcció, objectes artesanals, sumptuosos, instruments de música, derelictes, etc.

## Informació cronològica
Tot fragment de carbó o fusta pot ser datat per radiocarboni, però sempre després de la seva identificació botànica per diverses raons:
1. així se sap quin gènere o espècies es daten; per tant es pot seguir la seva història en una regió donada.
2. perquè amb el mètode de datació es destrueix la informació botànica.
3. perquè en seleccionar el gènere o l'espècie que es data s'eviten o s'evidencien processos tafonòmics en l'estratigrafia arqueològica.